# 1. světové skautské jamboree
1. světové skautské jamboree se konalo od 30. července 1920 do 8. srpna 1920. Bylo uspořádáno v Kensington Olympia, budově s prosklenou střechou, o rozloze 24 000 m² v Londýně ve Spojeném království. Akce se zúčastnilo 8000 skautů z 34 národů.
Při této příležitosti byl zakladatel skautingu, lord Baden-Powell, ustanoven světovým skautským náčelníkem.

## Olympia a tábořiště

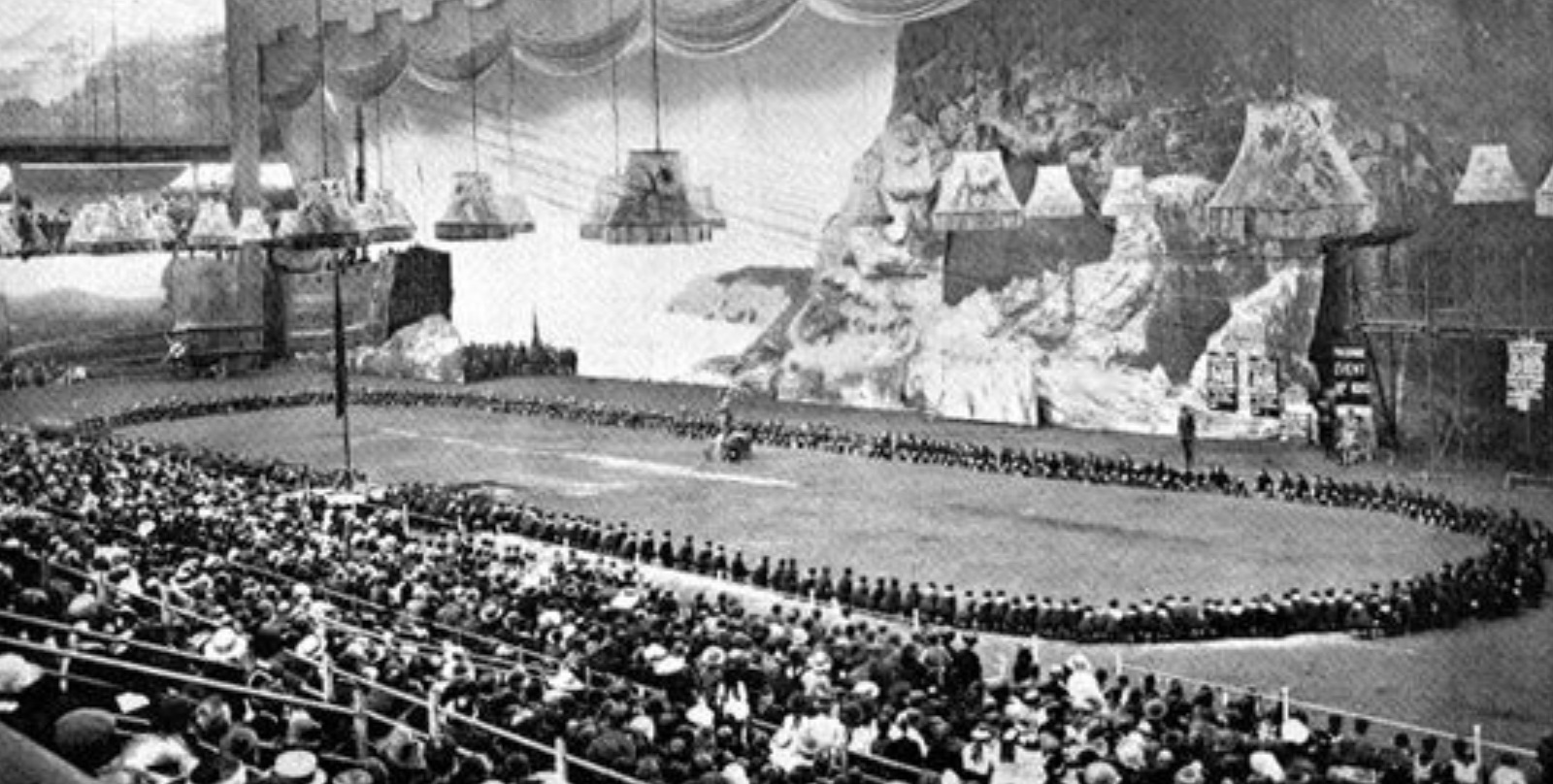
500 Vlčat se účastní Velkého vytí v aréně Olympie

Olympia aréna byla naplněna 30 cm hlubokou vrstvou zeminy, aby si skauti mohli stavět stany pod prosklenou střechou uvnitř haly. Nicméně kolem 5000 skautů se utábořilo u Old Deer Park v nejbližší londýnské čtvrti Richmond. Jednu noc kemp zaplavila Temže a skauti museli být evakuováni.
V Olympia aréně se v průběhu jamboree konaly i četné výstavy, průvody a soutěže.

## Světový skautský náčelník
Pro ocenění úlohy Baden-Powella jakožto zakladatele skautingu navrhl James E. West, náčelník Boy Scouts of America, aby mu byl udělen titul Velkého indiánského náčelníka. Během iniciačního obřadu však jeden z mladých skautů vykřikl: „Ať žije světový skautský náčelník!“, a tak se toto označení stalo Baden-Powellovým oficiálním titulem až do jeho smrti.

## Závěrečná řeč

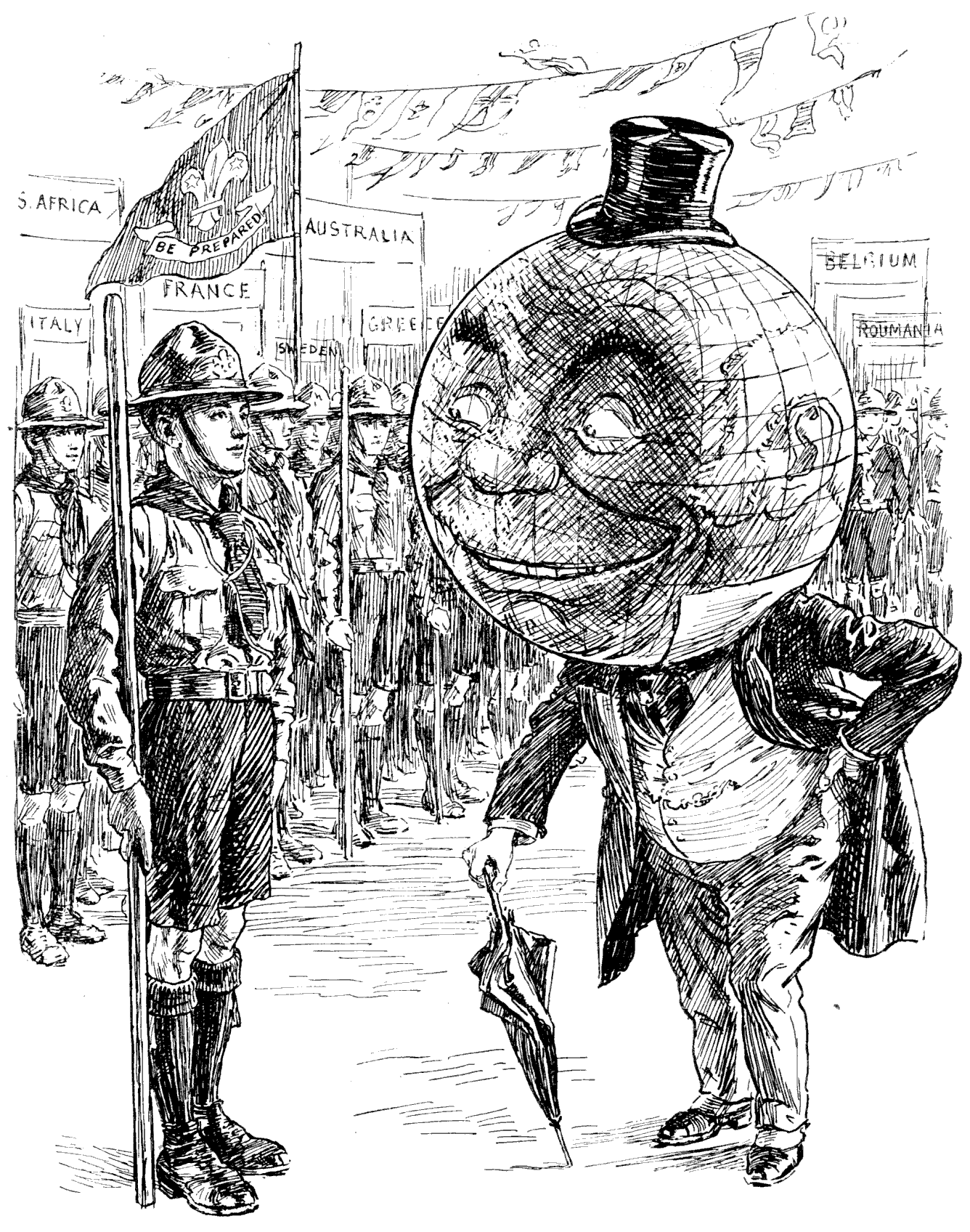
Válkou unavený svět (na Jamboree): „Už jsem skoro ztrácel naději, ale jak vás tu vidím, chlapci, naděje se mi vrací.“ Ilustrace v časopise Punch 4. 8. 1920, s odkazem na 1. Světové skautské jamboree v souvislosti s následky první světové války

Na konci jamboree pronesl Baden-Powell tuto závěrečnou řeč:
| „ | Bratři skauti! Mezi lidmi celého světa existují rozdíly v myšlení a cítění, stejně jako v jazyce a stavbě těla. Jamboree nás učí, že pokud budeme uplatňovat vzájemnou trpělivost a dávat a brát, pak vznikne soucit a harmonie. Pokud to je vaše vůle, vyjděme plně rozhodnuti, že budeme rozvíjet mezi námi a našimi chlapci kamarádství, a to prostřednictvím celosvětového ducha skautského bratrství. Tím můžeme pomoci rozvíjet mír a štěstí ve světě a dobrou vůli mezi lidmi. | “ |

## Jamboree od roku 1920
Z prvního Světového skautského jamboree bylo převzato pro příště mnoho ponaučení, včetně zjištění, že místo pod střechou bylo příliš omezující pro činnosti a počty skautů, kteří se Jamboree zúčastní.
Také vyšlo najevo, že Jamboree je především prostředkem k rozvíjení ducha bratrství mezi skauty různých národů, a čím více je tento aspekt zdůrazněn, tím úspěšnější bude i Jamboree.

## Kontingenty
- Anglie
- Austrálie
- Belgie
- Indie
- Srí Lanka
- Československo
- Čínská republika
- Dánsko
- Estonsko
- Francie
- Gibraltar
- Chile
- Irsko
- Italské království
- Jamajka
- Japonsko
- Jižní Afrika
- Lucembursko
- Malaja
- Malta
- Nizozemsko
- Nový Zéland
- Norsko
- Portugalsko
- Rumunské království
- Řecko
- Skotsko
- Srbsko
- Thajsko
- Španělsko
- Švédsko
- Švýcarsko
- USA
- Wales

## Výstavy
Mezi tisíci skautů na Jamboree se volně pohybovalo také několik živých zvířat:
- aligátor z Floridy
- mládě krokodýla z Jamajky
- lvíče z Rhodesie
- opice z Jižní Afriky
- slůně
- velbloud

## Oficiální odznak

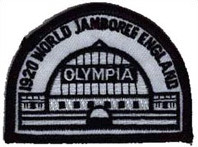
Fiktivní nášivka k 1. jamboree

Pro tuto událost nebyl stanoven žádný oficiální odznak. První odznak byl vyroben až pro 2. světové skautské jamboree. Později byl vytvořen fiktivní odznak, aby byla sbírka pamětních odznaků „kompletní“.